# Colossendeis brevirostris
Colossendeis brevirostris is een zeespin uit de familie Colossendeidae. De soort behoort tot het geslacht Colossendeis. Colossendeis brevirostris werd in 1995 voor het eerst wetenschappelijk beschreven door Child. 